# Jānis Doniņš
Jānis Doniņš (né le 20 avril 1946) est un athlète letton, spécialiste du lancer du javelot.

## Biographie
Concourant sous les couleurs de l'URSS, il remporte la médaille d'argent du lancer du javelot lors des championnats d'Europe de 1971, à Helsinki, devancé par l'autre soviétique Jānis Lūsis. Il obtient la sixième place en championnats d'Europe de 1969.

### Palmarès
| Date | Compétition           | Lieu     | Résultat | Épreuve           | Performance |
| ---- | --------------------- | -------- | -------- | ----------------- | ----------- |
| 1969 | Championnats d'Europe | Athènes  | 6e       | Lancer du javelot | 79,10 m     |
| 1971 | Championnats d'Europe | Helsinki | 2e       | Lancer du javelot | 85,30 m     |

### Records
| Épreuve           | Performance | Lieu     | Date           |
| ----------------- | ----------- | -------- | -------------- |
| Lancer du javelot | 89,32 m     | Berkeley | 3 juillet 1971 |